# Conus diversiformis
Conus diversiformis é uma espécie de gastrópode do gênero Conus, pertencente a família Conidae.